# 阮万龄
阮万龄（377年—448年）。陈留郡尉氏县（今河南省尉氏县）人，徙居会稽郡剡县，东晋官员，官至侍中。是左光禄大夫阮裕之孫，黄门侍郎阮宁之子。

## 事蹟
阮万龄年少與侄子阮彌之知名，东晋时自通直郎转任为孟昶的建威长史。当时袁豹、江夷为孟昶司马，时人称孟昶府中有三素望。刘宋建立，阮万龄自侍中辞职归家，征召为秘书监，加给事中，没有就任。再任命为左民尚书，于是应命，转任太常，出任为湘州刺史，在湘州没有政绩。改为东阳郡太守，又被免官。再为散骑常侍、金紫光禄大夫。元嘉二十五年（448年）阮万龄卒，时年七十二岁。

## 延伸阅读
[在维基数据编辑]
 《宋書/卷93》，出自沈约《宋书》